# 年料別貢雑物
年料別貢雑物（ねんりょうべっこうぞうもつ）とは、律令制において紙・筆・馬革・薬草などの雑物を現物の形で毎年規定量を諸国より中央に貢納させた制度。特に薬草の場合には、年料雑薬（ねんりょうぞうやく）とも称した。
元は庸調として各国より特産品が実物の形で貢納されて中央で消費されていたが、その不足分を補うために行われた制度であると考えられている。その調達方法については諸説あるものの、租や正税・地子交易を用いた現地における調達や雑徭による製作によって入手したと考えられている。
延喜式においては、畿内と一部辺境・小国を除いた43ヶ国が負担対象とされ、その範囲は全国的であった。